# Ferdinand Seymour (comte St. Maur)
Edward Adolphus Ferdinand Seymour, comte St. Maur (17 juillet 1835 - Dover Street, Londres, 30 septembre 1869), également 13e baron Seymour à part entière, est un aristocrate et soldat britannique.

## Jeunesse
Seymour est le fils aîné d'Edward Seymour (12e duc de Somerset), et de Georgiana Sheridan. Il est appelé Lord Seymour jusqu'en 1863 lorsque son père est créé comte St Maur, de Berry Pomeroy, et il adopté le nouveau titre de son père comme titre de courtoisie. Il est communément connu sous le nom de Ferdy.

## Carrière militaire
Seymour combat brièvement en tant que volontaire dans la Guerre anglo-perse (1855–1857) et presque immédiatement après, est au soulagement de Lucknow pendant la Révolte des cipayes (1857–1858). Il combat en Italie et en Sicile, en tant que volontaire civil, rejoignant l'Esercito Meridionale (armée du Sud) de Giuseppe Garibaldi comme soldat en 1860. À un stade précoce, il obtient le grade de capitaine sur la base que, avec son jeune frère Edward Seymour (1841–1865), il a co-commandé la cavalerie volontaire en Angleterre; les deux frères prenant le grade de capitaine. Il se distingue lors de la Bataille du Volturno (1860) à la fin de 1860 et dans d'autres campagnes. Garibaldi confirme plus tard son rang de capitaine malgré le fait que Seymour est simplement un volontaire civil, et il prend le pseudonyme de «capitaine Richard Sarsfield» en commémoration d'un héros dont il avait entendu parler à Christ Church, Oxford.
À la fin de 1860, après que Garibaldi ait nommé Seymour au poste de "secrétaire militaire", il accuse un frère officier (qui se trouvait être un favori de Garibaldi) d'avoir détourné des fonds de Garibaldi, ledit frère officier défie Seymour en duel, auquel son officier supérieur (Le colonel John Whitehead Peard - «l'Anglais» de Garibaldi) lui interdit de participer. Seymour juge nécessaire d'être accompagné à tout moment par des gardes du corps et de s'enfuir en Grande-Bretagne - ce qu'il fait. Le scandale pousse Seymour à renoncer à toute idée de participation à la guerre et il choisit de voyager beaucoup à travers l'Europe et d'étudier les langues, rentrant rarement chez lui, au grand ressentiment de sa famille.
En juillet 1863, il est convoqué à la Chambre des lords par un bref d'accélération du titre junior de son père de baron Seymour.

## Vie privée
En 1866, Seymour entame une relation avec une femme de chambre de 17 ans appelée Rosina Elizabeth Swan, de Higham, Bury St. Edmunds, Suffolk. Il l'emmène avec lui lors de ses voyages, retournant avec elle en Angleterre en 1868 pour vivre près de Brighton. Seymour et Rosina ont deux enfants; une fille Ruth Mary (1867–1953) est née alors que le couple est à Tanger et un garçon Harold St. Maur est né à Brighton. Quelques mois après la naissance de son fils, Seymour meurt lors d'une Trachéotomie bâclée dans son propre appartement de Dover Street, Mayfair, Londres. Si Seymour avait épousé Rosina, Harold aurait été l'héritier du duché de son grand-père et il passe de nombreuses années à essayer de prouver qu'un mariage avait eu lieu. À la recherche d'un possible témoin néerlandais du mariage du nom de Ravesteyn, il a même publié une annonce dans un journal aux Pays-Bas en 1924, offrant une récompense de 50 £ pour la preuve du fait sans succès. En 1885, le 12e duc meurt. Il a survécu à ses deux fils (le frère de Seymour, Edward, décédé en 1865). Le frère du 12e duc (Archibald Seymour) devient le 13e duc de Somerset.